# Edoeard Oespenski
Edoeard Oespenski (Russisch: Эдуа́рд Никола́евич Успе́нский) (Jegorjevsk (Sovjet-Unie), 22 december 1937 - Moskou, 14 augustus 2018) was een Russische kinderboekenschrijver, die zeer populair was in de Sovjet-Unie. 
Hij bedacht onder andere het animatiefiguurtje Tsjeboerasjka. Zijn doorbraak kwam in 1966 met Krokodil Gena en zijn vrienden, een hilarisch onzinverhaal over een krokodil die werkt in een dierentuin. Het boek werd meteen een succes en er volgden adaptaties voor film, toneel en televisie.

## Bekende boeken
- Krokodil Gena en zijn vrienden (Крокодил Гена и его друзья, 1966)
- Tsjeboerasjka en zijn vrienden (Чебурашка и его друзья, 1970)
- Oom Fjodor, zijn hond en zijn kat (Дядя Фёдор, пёс и кот, 1974)
- Krokodil Gena op vakantie (Отпуск крокодила Гены, 1974)
- De zaken van krokodil Gena (Бизнес крокодила Гены, 1992)